# Johan Falk (filmserie)
Johan Falk-filmserien omhandler den svenske kriminalinspektør Johan Falk, spillet af skuespiller Jakob Eklund. Serien foregår i Göteborg, hvor Falk vender tilbage til kriminalpolitiet fra en stilling i EuroPol. Han tiltræder en særlig gruppe, GSI, der arbejder ved hjælp af yderst utraditionelle metoder samt brugen af civile informatører, hvilket gentagne gange skaber problemer for gruppen. Senere i forløbet får en blandet østeuropæisk mafia sat pres på Falk og andre i politiet samt i det kriminelle miljø. Således bliver også hans familie i stigende grad involveret.
Der er udkommet 20 film i serien mellem 1999 og 2015, hvoraf de tre første – Nul tolerance, Livvagterne og Den tredje bølge – har fået biografpremiere i Sverige. De seks næste i serien udkom alle i 2009 udenom biograferne – bortset fra Johan Falk – Gruppen för särskilda insatser – og blev i foråret 2010 vist på den svenske tv-station TV4.. I efteråret 2012 har fem nye Johan Falk film på dvd premiere, og i februar 2012 får premiere som biograffilm. I 2015 så seriens foreløblige afslutning med endnu fem film, som alle ligger i den dystre ende i forhold til de foregående.

Følgende titler er en del af filmserien. Alle afsnit er udkommet i Danmark med danske undertekster:

- Nul tolerance (1999)
- Livvagterne (2001)
- Den tredje bølge (2003)
- GSI – Gruppen for særlige indsatsområder (2009)
- Våbenbrødre (2009)
- National Target (2009)
- Leo Gaut (2009)
- Operation Nattergal (2009)
- De fredløse (2009)
- Spillets regler (2012)
- De 107 patrioter (2012)
- Alle røveriers mor (2012)
- Møde med mafiaen (2012)
- Meddeleren (2012)
- Kodenavn Lisa (2013)
- Fra asken til ilden (2015)
- Det tavse diplomati (2015)
- Bloddiamanter (2015)
- Lockdown (2015)
- Afslutningen (2015)